# Fosfolipidi
Fosfolipidi su važna skupina spojeva koja izgrađuje stanične membrane. Građeni su (slično kao trigliceridi) od molekule glicerola na koju se vežu: dvije masne kiseline na prve dvije hidroksilne skupine i fosfat na trećoj skupini a na fosfat se veže neka organska skupina. Fosfolipidi izgrađuju membrane svih stanica.

## Naboj fosfolipida
Prema naboju fosfolipid se dijeli na hidrofilnu glavu i hidrofobne repove. Hidrofilnu glavu čine glicerol i fosfat (na koji se veže organska skupina) a takav hidrofilni dio je nositelj električnog naboja koji privlači dipolne molekule vode. Hidrofobni "repovi", koje čine dvije masne kiseline, nisu nabijeni te se ne otapaju u vodi.
Zbog toga se fosfati u vodi uvijek okreću prema vodi a masne kiseline jedna prema drugoj. Na taj način se stvara dvosloj fosfolipida koji u izgradnji membrana sprječava izlazak tekućeg sadržaja.